# Aeroporto di Cagliari
De luchthaven Cagliari (Italiaans: Aeroporto di Cagliari) ligt in de gemeente Elmas, ongeveer 6 km ten noordwesten van het centrum van Cagliari, de hoofdstad van Sardinië. Het is de drukste van de drie internationale luchthavens op Sardinië (de andere twee zijn Olbia-Costa Smeralda en Alghero). In 2007 maakten 2,67 miljoen passagiers gebruik van de luchthaven.
In 2007 werd de noordelijke taxibaan omgevormd tot een tweede start- en landingsbaan (14L/32R) terwijl de hoofdbaan (14R/32L) wordt heraangelegd. In de herfst van 2008 zou die opnieuw in bedrijf moeten komen. De beide banen liggen dicht bij elkaar, op ca. 200 m, en kunnen niet tegelijk gebruikt worden.
Aan de zuidkant van de luchthaven bevindt zich het militaire deel, dat gebruikt wordt voor transport en logistiek.